# Myomimus
Myomimus és un gènere de rosegadors de la família dels lirons. Els seus tres representants vivents viuen a Euràsia, des dels Balcans a l'oest fins a l'Iran a l'est. Tenen la cua prima amb una espessa capa de pèl molt curt a la seva base. Els fòssils més antics d'aquest grup daten del Miocè inferior (fa 23,03 milions d'anys) i foren trobats al jaciment paleontològic d'Escobosa de Calatañazor (Espanya).